# Conselleria de la Presidència de la Junta d'Andalusia
La Conselleria de la Presidència i Administració Local de la Junta d'Andalusia és l'actual conselleria de la Junta d'Andalusia amb les competències autonòmiques referides a relacions amb el Parlament, l'acció exterior i la coordinació dels serveis de comunicació de les diferents Conselleries a través de l'Oficina del Portaveu del Govern.
El seu actual conseller i màxim responsable és Manuel Jiménez Barrios.
Té la seu en la Villa Eugenia (Casa Rosa) de Sevilla.

## Ens adscrits a la conselleria
- Agència Andalusa de Cooperació Internacional per al Desenvolupament (AACID)
- Delegació de la Junta d'Andalusia a Brussel·les
- Delegació de la Junta d'Andalusia a Madrid
- Radio y Televisión de Andalucía (RTVA)
- Fundació Tres Cultures
- Centre d'Estudis Andalusos
- Fundació Audiovisual d'Andalusia
- Fundació Barenboim-Said